# Bailleul-lès-Pernes
Bailleul-lès-Pernes är en kommun i departementet Pas-de-Calais i regionen Hauts-de-France i norra Frankrike. Kommunen ligger i kantonen Heuchin som tillhör arrondissementet Arras. År 2022 hade Bailleul-lès-Pernes 409 invånare.

## Befolkningsutveckling
Antalet invånare i kommunen Bailleul-lès-Pernes
| Referens: INSEE |